# Apogon trimaculatus
Apogon trimaculatus är en fiskart som beskrevs av Cuvier 1828. Apogon trimaculatus ingår i släktet Apogon och familjen Apogonidae. Inga underarter finns listade i Catalogue of Life.